# Kónya Imre
Kónya Imre (Budapest, 1947. május 3. –) magyar ügyvéd, politikus, a Boross-kormány belügyminisztere.

## Tanulmányai
Az általános iskolát (1953-1961) Budapesten, a középiskolát az I. István Gimnáziumban (1961-1965) végezte. 1965-1966-ban katonai szolgálatot teljesített Budapesten. 1966 és 1971 között az Eötvös Loránd Tudományegyetem Állam- és Jogtudományi Karának hallgatója volt. 1971-ben kapott diplomát summa cum laude minősítéssel.

## Ügyvédi pályafutása
Diplomázása után két évig ügyvédjelölt, majd 1973-tól ügyvédként dolgozott Budapesten, a 34. számú, majd 1979-től a 17. számú Ügyvédi Munkaközösségben.
1998-ban újrakezdte ügyvédi tevékenységét.

## Politikai pályafutása
1988. szeptember 10-én lépett be a Magyar Demokrata Fórumba, majd november 5-én hat társával együtt létrehozta a Független Jogász Fórumot (FJF), amelynek 1989. január 14-én első választott vezetője lett. Ebben a minőségében vezette 1989. március 22. és június 13. között – az FJF által kezdeményezett – Ellenzéki Kerekasztal (EKA) üléseit. Az EKA megállapodását követően, 1989. június 13-án a Nemzeti Kerekasztal tárgyalásokat megnyitó plenáris ülésen ő adott az Ellenzéki Kerekasztal nevében politikai szándéknyilatkozatot. Június 13. és szeptember 18. között az alkotmánymódosítással foglalkozó szakbizottság EKA-delegációja tagjaként részt vett a Nemzeti Kerekasztal tárgyalásain.
1990-ben beválasztották az MDF elnökségébe. 1993-ban a párt alelnöke lett, mely tisztségét egy évig viselte. 1995-től 1996 márciusáig ismét elnökségi tag volt. Az MDF 1996 májusában lezajlott tisztújító kongresszusa után kilépett a pártból és részt vett a Szabó Iván vezette Magyar Demokrata Néppárt (MDNP) alapításában, ahol beválasztották az új párt elnökségébe is.
Az 1990-es országgyűlési választáson az MDF Pest megyei területi listáján szerzett mandátumot. Az első MDF-frakció vezetőjévé választották. Az alkotmányügyi, törvényelőkészítő és igazságügyi bizottság tagja és az ügyrendi bizottság elnöke volt.
1993-ban, Antall József halála és Boross Péter miniszterelnökké történt megválasztása után a Boross-kormány belügyminisztere lett.
1994-ben újra az MDF Pest megyei területi listájáról szerzett mandátumot és a frakció általános vezetőhelyettese lett. Az önkormányzati és rendészeti, majd az alkotmányelőkészítő bizottság tagjaként dolgozott. 1996-ban az új MDNP-frakció tagjaként a nemzetbiztonsági bizottság elnökévé választották.
1998-ban pártja sikertelenül indult az országgyűlési választáson, nem jutott az Országgyűlésbe. 2002-ben a párt több más szervezettel az egyik megalapítója volt a Centrum Pártnak, melynek vezetőségi tagja lett. A 2002-es országgyűlési választáson a párt nem érte el az 5%-os küszöböt.
2005-ben az MDNP kimondta egyesülését régi anyapártjával, az MDF-fel, ismét tagja lett régi pártjának.

## Írásai
- Győzelemre születünk... Kónya Imre az Ellenzéki Kerekasztalról; riporter Bálint B. András; Progresszió, Bp., 1990[2]
- ...és az ünnep mindig elmarad? Történetek a rendszerváltástól napjainkig; Alexandra, Pécs, 2016 Kónya Imre
- Antall József közelről. "Én köszönettel tartozom Magyarország népének"; sajtó alá rend. Mézes Flórián; Kortárs, Bp., 2019
- Megadatott; Memoár Műhely, Bp., 2020 (Példa-kép)
- Rendszerváltozás belülről. Személyes történelem; MCC Press, Bp., 2022

## Családja
Nős, felesége Kutrucz Katalin jogász, korábban az ELTE ÁJK oktatója, majd az Állambiztonsági Szolgálatok Történeti Levéltárának igazgató-helyettese. 1990 és 1998 között országgyűlési képviselő volt. Két fiúgyermekük született.

## Díjai, elismerései
- MOB fair play-díj (cselekedet kategória) (2015)[3]
- Nemzetközi Adalbert-díj (2017)[4]
- A Magyar Érdemrend nagykeresztje (2019)
- Petőfi-díj (2020)[5]